# 拉庫埃斯特拉區 (奧圖斯科省)
拉庫埃斯特拉區（西班牙語：Distrito de La Cuesta），是秘魯的一個區，位於該國西北部拉利伯塔德大區的奧圖斯科省，始建於1876年5月14日，面積39.25平方公里，海拔高度1,874米，2005年人口726，人口密度每平方公里18人。